# Schlieben
Schlieben és un municipi alemany que pertany a l'estat de Brandenburg. És la capital de l'Amt Schlieben. Es troba a 22 km al nord de Bad Liebenwerda, a prop de la frontera de Saxònia i Saxònia-Anhalt, i uns 120 km al sud de Berlín. Durant la Segona Guerra Mundial hi havia una secció del camp de concentració de Buchenwald.

## Districtes
- Schlieben (amb Berga, Krassig i Weißenburg)
- Frankenhain
- Jagsal
- Oelsig
- Wehrhain
- Werchau